# Fourth Division 1962-1963
La Fourth Division 1962-1963 è stato il 5º campionato inglese di calcio di quarta divisione. Il titolo di campione di lega è stato vinto dal Brentford, che è salito in Third Division insieme a Oldham Athletic (2º classificato), Crewe Alexandra (3º classificato) e Mansfield Town (4º classificato).
Capocannoniere del torneo è stato Ken Wagstaff (Mansfield Town) con 34 reti.

## Stagione

### Novità
Al termine della stagione precedente, insieme ai campioni di lega del Millwall, salirono in Third Division anche: il Colchester United (2º classificato), il Wrexham (3º classificato) ed il Carlisle United (4º classificato).
Queste squadre furono rimpiazzate dalla quattro retrocesse provenienti dalla divisione superiore: Torquay United, Lincoln City, Brentford e Newport County.
Il Doncaster Rovers, l'Hartlepool United ed il Chester, che occuparono le ultime tre posizioni della classifica, vennero rieletti in Football League, mentre il posto dell'Accrington Stanley, ritiratosi a campionato in corso per problemi finanziari, fu preso dall'Oxford United, vincitore della Southern League. Nella tabella sottostante è riportato l'esito della votazione per l'ammissione al campionato.
| Club                   | Lega                     | Voti | Verdetto   |
| ---------------------- | ------------------------ | ---- | ---------- |
| Chester                | Fourth Division          | 46   | Rieletto   |
| Doncaster Rovers       | Fourth Division          | 45   | Rieletto   |
| Hartlepool United      | Fourth Division          | 40   | Rieletto   |
| Oxford United          | Southern League          | 39   | Eletto     |
| Wigan Athletic         | Cheshire County League   | 5    | Non eletto |
| Chelmsford City        | Southern League          | 4    | Non eletto |
| Gateshead              | Northern Counties League | 4    | Non eletto |
| Cambridge City         | Southern League          | 2    | Non eletto |
| Worcester City         | Southern League          | 2    | Non eletto |
| Bath City              | Southern League          | 1    | Non eletto |
| Hereford United        | Southern League          | 1    | Non eletto |
| King's Lynn            | Southern League          | 1    | Non eletto |
| Morecambe              | Lancashire Combination   | 1    | Non eletto |
| New Brighton           | Lancashire Combination   | 1    | Non eletto |
| Bedford Town           | Southern League          | 0    | Non eletto |
| Bexleyheath & Welling  | Southern League          | 0    | Non eletto |
| Corby Town             | Southern League          | 0    | Non eletto |
| Folkestone Town        | Southern League          | 0    | Non eletto |
| Gravesend & Northfleet | Southern League          | 0    | Non eletto |
| Guildford City         | Southern League          | 0    | Non eletto |
| Kettering Town         | Southern League          | 0    | Non eletto |
| North Shields          | Northern Counties League | 0    | Non eletto |
| Poole Town             | Southern League          | 0    | Non eletto |
| Romford                | Southern League          | 0    | Non eletto |
| Scarborough            | Northern Counties League | 0    | Non eletto |
| Sittingbourne          | Southern League          | 0    | Non eletto |
| South Shields          | Midland League           | 0    | Non eletto |
| Wellington Town        | Southern League          | 0    | Non eletto |
| Yeovil Town            | Southern League          | 0    | Non eletto |

### Formula
Le prime quattro classificate venivano promosse in Third Division, mentre le ultime quattro erano sottoposte al processo di rielezione.

## Squadre partecipanti
| Squadra           | Città             | Stadio              | Stagione precedente                                  |
| ----------------- | ----------------- | ------------------- | ---------------------------------------------------- |
| Aldershot         | Aldershot         | Recreation Ground   | 7º posto in Fourth Division                          |
| Barrow            | Barrow-in-Furness | Holker Street       | 9º posto in Fourth Division                          |
| Bradford City     | Bradford          | Valley Parade       | 5º posto in Fourth Division                          |
| Brentford         | Londra (Hounslow) | Griffin Park        | 23º posto in Third Division, retrocesso              |
| Chester           | Chester           | Sealand Road        | 23º posto in Fourth Division, rieletto               |
| Chesterfield      | Chesterfield      | Saltergate          | 19º posto in Fourth Division                         |
| Crewe Alexandra   | Crewe             | Gresty Road         | 10º posto in Fourth Division                         |
| Darlington        | Darlington        | Feethams Ground     | 13º posto in Fourth Division                         |
| Doncaster Rovers  | Doncaster         | Belle Vue           | 21º posto in Fourth Division, rieletto               |
| Exeter City       | Exeter            | St James Park       | 18º posto in Fourth Division                         |
| Gillingham        | Gillingham        | Priestfield Stadium | 20º posto in Fourth Division                         |
| Hartlepool United | Hartlepool        | Victoria Park       | 22º posto in Fourth Division, rieletto               |
| Lincoln City      | Lincoln           | Sincil Bank         | 22º posto in Third Division, retrocesso              |
| Mansfield Town    | Mansfield         | Field Mill          | 14º posto in Fourth Division                         |
| Newport County    | Newport           | Somerton Park       | 24º posto in Third Division, retrocesso              |
| Oldham Athletic   | Oldham            | Boundary Park       | 11º posto in Fourth Division                         |
| Oxford United     | Oxford            | Manor Ground        | 1º posto in Southern League Premier Division, eletto |
| Rochdale          | Rochdale          | Spotland Stadium    | 12º posto in Fourth Division                         |
| Southport         | Southport         | Haigh Avenue        | 17º posto in Fourth Division                         |
| Stockport County  | Stockport         | Edgeley Park        | 16º posto in Fourth Division                         |
| Torquay United    | Torquay           | Plainmoor           | 21º posto in Third Division, retrocesso              |
| Tranmere Rovers   | Birkenhead        | Prenton Park        | 15º posto in Fourth Division                         |
| Workington        | Workington        | Borough Park        | 8º posto in Fourth Division                          |
| York City         | York              | Bootham Crescent    | 6º posto in Fourth Division                          |

## Classifica finale
|  | Pos. | Squadra          | Pt | G  | V  | N  | P  | GF  | GS  | QR    |
|  | ---- | ---------------- | -- | -- | -- | -- | -- | --- | --- | ----- |
|  | 1    | Brentford        | 62 | 46 | 27 | 8  | 11 | 98  | 64  | 1.531 |
|  | 2    | Oldham Athletic  | 59 | 46 | 24 | 11 | 11 | 95  | 60  | 1.583 |
|  | 3    | Crewe Alexandra  | 59 | 46 | 24 | 11 | 11 | 86  | 58  | 1.483 |
|  | 4    | Mansfield Town   | 57 | 46 | 24 | 9  | 13 | 108 | 69  | 1.565 |
|  | 5    | Gillingham       | 57 | 46 | 22 | 13 | 11 | 71  | 49  | 1.449 |
|  | 6    | Torquay Utd      | 56 | 46 | 20 | 16 | 10 | 75  | 56  | 1.339 |
|  | 7    | Rochdale         | 51 | 46 | 20 | 11 | 15 | 67  | 59  | 1.136 |
|  | 8    | Tranmere         | 50 | 46 | 20 | 10 | 16 | 81  | 67  | 1.209 |
|  | 9    | Barrow           | 50 | 46 | 19 | 12 | 15 | 82  | 80  | 1.025 |
|  | 10   | Workington       | 47 | 46 | 17 | 13 | 16 | 76  | 68  | 1.118 |
|  | 11   | Aldershot        | 47 | 46 | 15 | 17 | 14 | 73  | 69  | 1.058 |
|  | 12   | Darlington       | 44 | 46 | 19 | 6  | 21 | 72  | 87  | 0.828 |
|  | 13   | Southport        | 44 | 46 | 15 | 14 | 17 | 72  | 106 | 0.679 |
|  | 14   | York City        | 43 | 46 | 16 | 11 | 19 | 67  | 62  | 1.081 |
|  | 15   | Chesterfield     | 42 | 46 | 13 | 16 | 17 | 70  | 64  | 1.094 |
|  | 16   | Doncaster        | 42 | 46 | 14 | 14 | 18 | 64  | 77  | 0.831 |
|  | 17   | Exeter City      | 42 | 46 | 16 | 10 | 20 | 57  | 77  | 0.740 |
|  | 18   | Oxford Utd       | 41 | 46 | 13 | 15 | 18 | 70  | 71  | 0.986 |
|  | 19   | Stockport County | 41 | 46 | 15 | 11 | 20 | 56  | 70  | 0.800 |
|  | 20   | Newport County   | 39 | 46 | 14 | 11 | 21 | 76  | 90  | 0.844 |
|  | 21   | Chester          | 39 | 46 | 15 | 9  | 22 | 51  | 66  | 0.773 |
|  | 22   | Lincoln City     | 35 | 46 | 13 | 9  | 24 | 68  | 89  | 0.764 |
|  | 23   | Bradford City    | 32 | 46 | 11 | 10 | 25 | 64  | 93  | 0.688 |
|  | 24   | Hartlepool Utd   | 25 | 46 | 7  | 11 | 28 | 56  | 104 | 0.538 |

Legenda:
      Promosso in Third Division 1963-1964.
      Rieletto nella Football League.
Regolamento:
Due punti a vittoria, uno a pareggio, zero a sconfitta.
A parità di punti le squadre venivano classificate secondo il quoziente reti.
Note:

Mansfield Town promosso in Third Division per miglior quoziente reti rispetto all'ex aequo Gillingham.
Chester costretto alla rielezione per peggior quoziente reti nei confronti dell'ex aequo Newport County.